# Atahualpa (Montevideo)
Atahualpa es uno de los 62 barrios oficialmente reconocidos de Montevideo, capital de Uruguay. Ubicado en el norte de la ciudad, está delimitado por las avenidas Luis Alberto de Herrera, Millán, Burgues y Bulevar Artigas. Limita con los barrios de Aires Puros al norte y noreste, Brazo Oriental al este, Reducto al sur y Prado al oeste.
Comprendido en el Municipio C del Departamento de Montevideo, es una zona residencial vinculada al vecino barrio Prado, con el cual constituye una misma unidad urbanística y edilicia.

## Historia

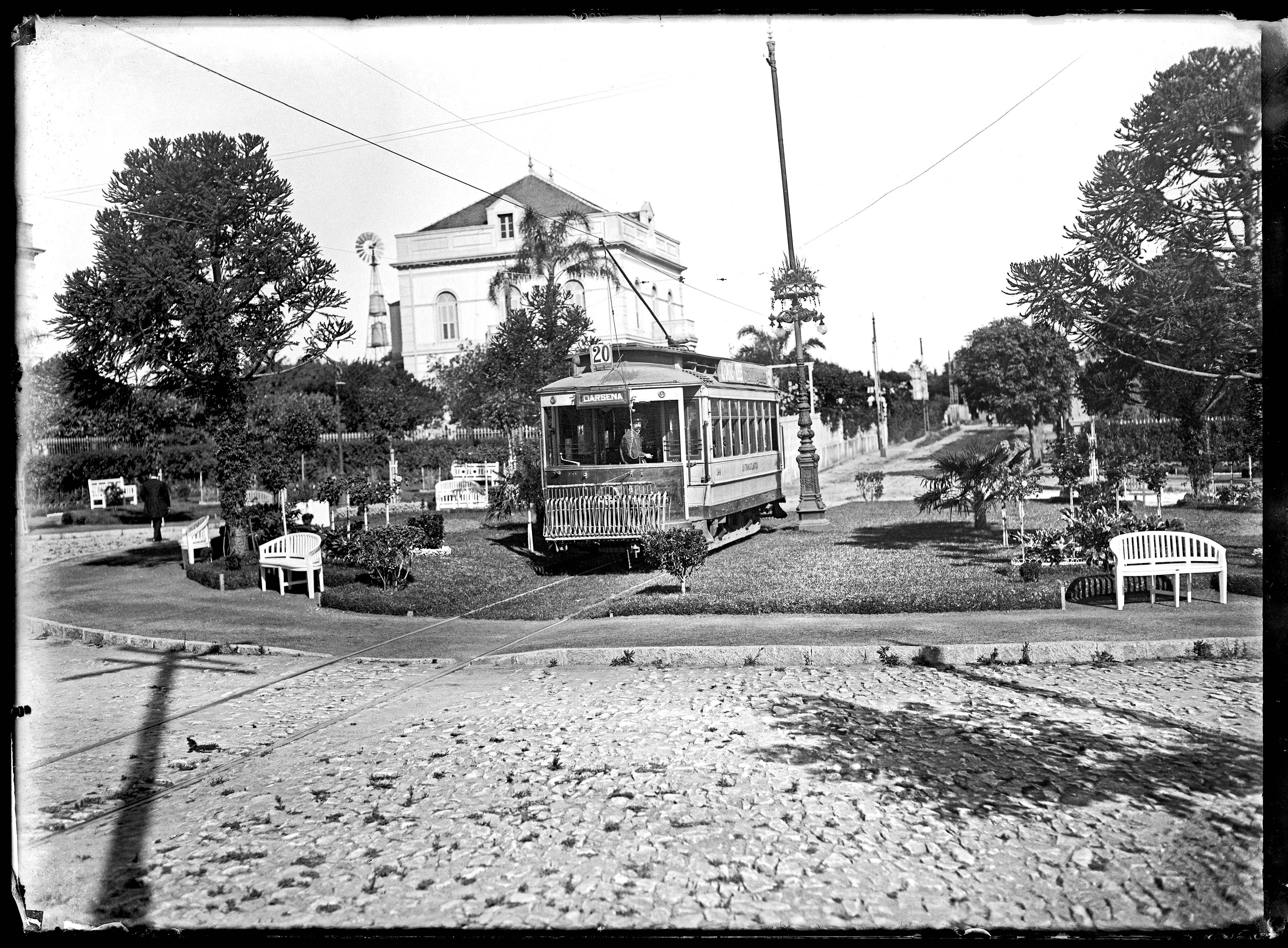
Plaza Atahualpa en 1916

En la primera mitad del siglo XIX, la zona se encontraba por fuera de la ciudad amurallada, y era utilizada para la agricultura, por ser cercana al Arroyo Miguelete. El barrio fue formalmente inaugurado el 16 de agosto de 1868 por la Sociedad Anónima de Fomento Montevideano, bajo el nombre de «Pueblo Atahualpa», y se celebró lanzando un globo aerostático con los símbolos nacionales. Fue nombrado en honor al último emperador inca independiente.
Al igual que en el barrio vecino de Prado, se construyeron grandes casas quintas con jardines y amplias avenidas arboladas, lo que llevó a que se formara una misma unidad urbanística entre ambos.En 1914 se inauguró la Plaza Atahualpa en la intersección de las actuales calles Cubo del Norte y Florencio Escardo. La misma, que sirve además como rotonda, era atravesada por una línea del tranvía eléctrico operado por la compañía La Transatlántica, que conectaba la zona con el centro de Montevideo.

## Sitios de interés

### Templos

#### Parroquia de la Sagrada Familia

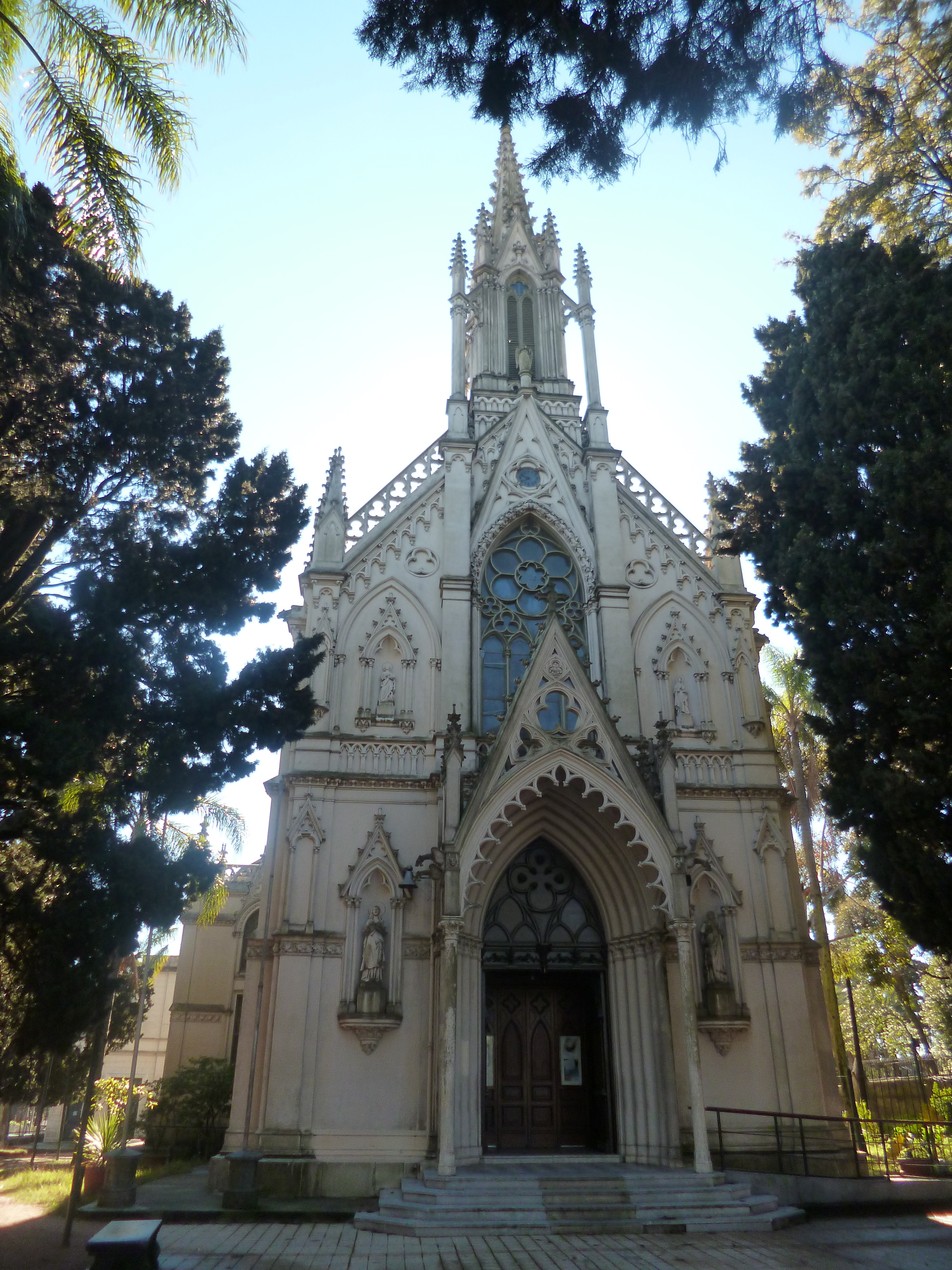
Parroquia de la Sagrada Familia

Comúnmente llamada «Capilla Jackson», es un templo católico construido en 1870 por el arquitecto francés Víctor Rabú a encargo de Clara Errazquin Larrañaga de Jackson –sobrina de Dámaso Antonio Larrañaga, y esposa del inglés John Jackson Ball, con quien fundó una influyente dinastía–.En un inicio se trataba de un pequeño oratorio de la familia Jackson en un sector de su quinta.De estilo neogótico, su interior se forma a partir de una nave central y un crucero, que se mezclan con bóvedas de crucería y arcos ojivales. En 1975 fue declarada Monumento Histórico Nacional.

### Monumentos y arquitectura

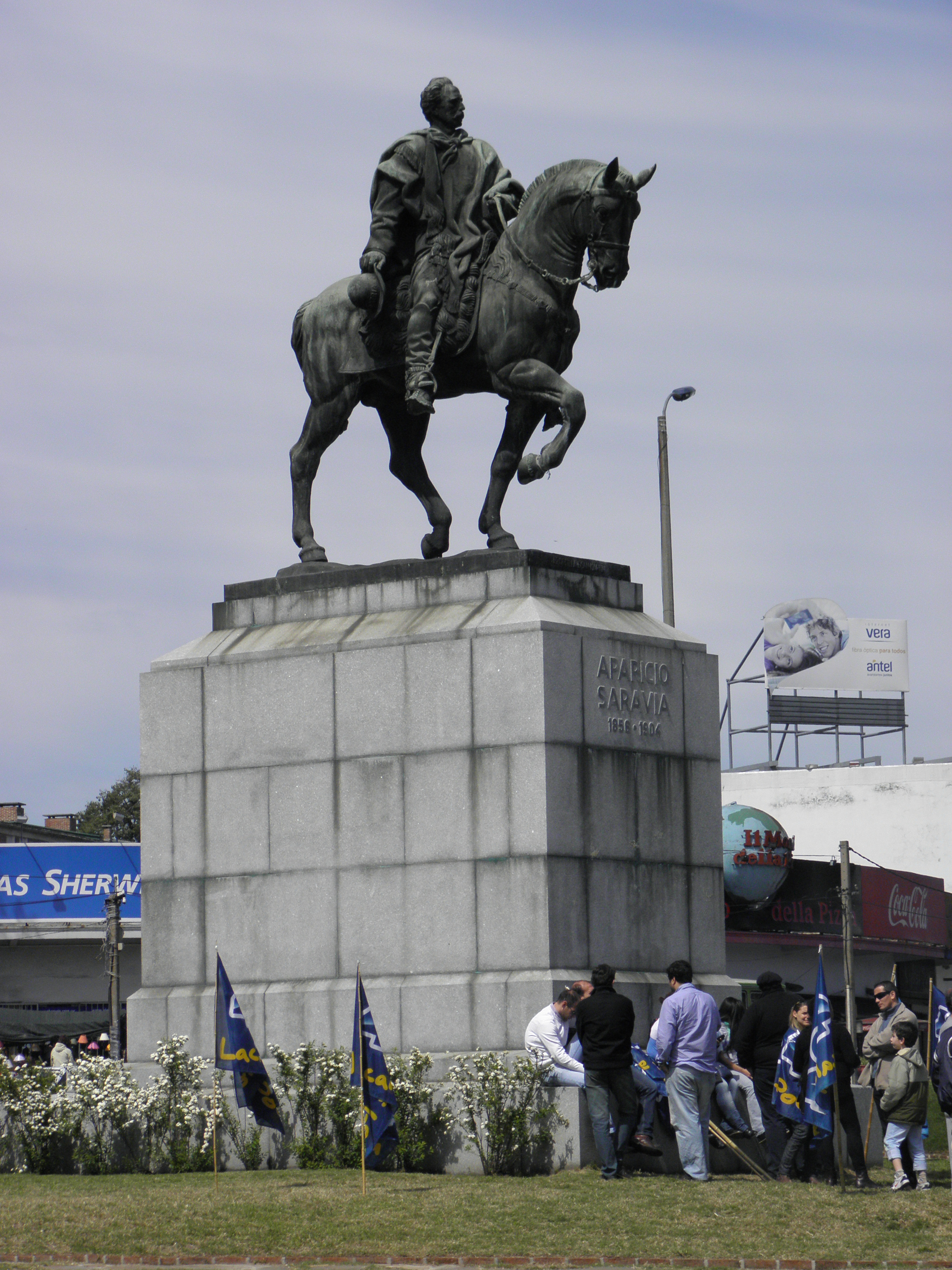
Monumento a Aparicio Saravia

#### Monumento a Aparicio Saravia
Ubicado en el límite con el barrio Prado, en la intersección de las avenidas Millán, Luis Alberto de Herrera y Joaquín Suárez, se trata de una estatua ecuestre de Aparicio Saravia, caudillo del Partido Nacional vestido de indumentaria gaucha y sosteniendo un sombrero con la leyenda «Por la Patria». Obra del escultor y pintor José Luis Zorrilla de San Martín, fue inaugurada en 1956 y declarada Monumento Histórico Nacional en 1976.En 2005 el espacio donde se erige el monumento, así como la placa de bronce conmemorativa, fue designada «Plaza Aparicio Saravia» por la Junta Departamental de Montevideo.

### Otros sitios de interés

#### Quinta Vaz Ferreira
De estilo victoriano, fue proyectada en 1918 por encargo del abogado, filósofo y escritor Carlos Vaz Ferreira y de su esposa Elvira Raimondi.En 1928 sufrió su única ampliación.En su exterior se encuentra rodeada por un frondoso jardín, mientras que en los ambientes principales del interior se aprecian diseños del pintor Milo Beretta con pautas de Pedro Figari, de quien era colaborador en la Escuela de Artes y Oficios.En 1975 fue declarado Monumento Histórico Nacional por Comisión de Patrimonio Cultural de la Nación del Ministerio de Educación y Cultura, a través de la Resolución N°. 1280/975.Sirvió como residencia particular hasta 1997, año en el que falleció Mario Vaz Ferreira –hijo de los propietarios originales–. 